# Aspartat transaminaza
Aspartat transaminaza (EC 2.6.1.1, glutaminska-oksaloacetatna transaminaza, glutaminska-aspartinska transaminaza, transaminaza A, AAT, AspT, 2-oksoglutarat-glutamatna aminotransferaza, aspartat alfa-ketoglutaratna transaminaza, aspartatna aminotransferaza, aspartat-2-oksoglutaratna transaminaza, aspartinsko kiselinska aminotransferaza, aspartinska aminotransferaza, aspartilna aminotransferaza, AST, glutamat-oksalacetatna aminotransferaza, glutamat-oksalatna transaminaza, glutaminska-aspartinska aminotransferaza, glutaminska-oksalacetatna transaminaza, glutaminska oksalinska transaminaza, GOT (enzim), L-aspartatna transaminaza, -aspartat-alfa-ketoglutaratna transaminaza, -aspartat-2-ketoglutaratna aminotransferaza, -aspartat-2-oksoglutaratna aminotransferaza, -aspartat-2-oksoglutaratna transaminaza, L-aspartinska aminotransferaza, oksaloacetat-aspartatna aminotransferaza, oksaloacetatna transferaza, aspartat:2-oksoglutaratna aminotransferaza, glutamat oksaloacetatna transaminaza) je enzim sa sistematskim imenom L-aspartat:2-oksoglutarat aminotransferaza. Ovaj enzim katalizuje sledeću hemijsku reakciju
-aspartat + 2-oksoglutarat {\displaystyle \rightleftharpoons } oksaloacetat + L-glutamat
Ovaj enzim je piridoksal-fosfatni protein.

## Literatura
- Nicholas C. Price; Lewis Stevens (1999). Fundamentals of Enzymology: The Cell and Molecular Biology of Catalytic Proteins (Third изд.). USA: Oxford University Press. ISBN 019850229X.
- Eric J. Toone (2006). Advances in Enzymology and Related Areas of Molecular Biology, Protein Evolution (Volume 75 изд.). Wiley-Interscience. ISBN 0471205036.
- Branden C; Tooze J. Introduction to Protein Structure. New York, NY: Garland Publishing. ISBN 0-8153-2305-0.
- Irwin H. Segel. Enzyme Kinetics: Behavior and Analysis of Rapid Equilibrium and Steady-State Enzyme Systems (Book 44 изд.). Wiley Classics Library. ISBN 0471303097.

## Spoljašnje veze
- Aspartate+transaminase на 